# ¡Esquina bajan!
¡Esquina bajan! es una película melodramática mexicana de 1948 escrita y dirigida por Alejandro Galindo y protagonizada por David Silva, Fernando Soto "Mantequilla" y Olga Jiménez. Se filmó en los Estudios Tepeyac del 22 de abril al 19 de mayo de 1948. Se estrenó el 13 de agosto del mismo año, en el Cine Colonial.

## Argumento
El chofer Gregorio del Prado y el cobrador Regalito trabajan en un camión de pasajeros y por un choque y una discusión con una pasajera Gregorio va a la cárcel. El sindicato paga la multa y el chofer se entusiasma con la joven Cholita, que en realidad trabaja para los dueños de la línea rival, y provoca que el chofer desvíe el pasaje para llevarla a casa. Gregorio y Regalito son enviados a trabajar como mecánicos. Un pleito entre los trabajadores de las dos líneas lleva de nuevo a Gregorio a la cárcel. El sindicato vuelve a pagar la multa pero Gregorio debe devolverla y trabaja en un camión de basura; más tarde, Cholita se arrepiente y ayuda al chofer a demostrar que el rival ganó tramposamente la concesión de una nueva ruta. Llevan al embustero en un bote de basura a su sindicato, y de ahí lo trasladan a la delegación a denunciarlo. El chofer recupera su trabajo y se casa con Cholita, así como Regalito con la mesera La Bicha.

## Reparto
- David Silva como Gregorio del Prado.
- Fernando Soto como Constantino Reyes Almanza Regalito.
- Olga Jiménez como Soledad Cholita.
- Delia Magaña como La Bicha, mesera.
- Salvador Quiroz como Don Octaviano Lara y Puente.
- Miguel Manzano como Axcaná González.
- Francisco Pando como Fidel Yáñez.
- Eugenia Galindo como Doña Chabela.
- Jorge Arriaga como Robles, esbirro de Langarica.
- Ángel Infante como Menchaca Rayito de Sol.
- Mario Castillo como Totorocho.
- Pin Crespo como Isabel.
- Pedro León como Don Roque.
- Carmen Novelty como La rubia, pasajera falsa.
- Joaquín Roche como Policía.
- Ernesto Finance como Despachador.
- Jorge Martínez de Hoyos como Rabanito.
- Víctor Parra como Manuel Largo Langarica.

## Producción
Filmada en los Estudios Tepeyac, en formato 35 mm y en blanco y negro.

## Temas
Para Emilio García Riera resulta curioso e interesante que Alejandro Galindo realizara en un mismo año Una familia de tantas, con su crítica a fondo del paternalismo tradicional, y una suerte de himno a un nuevo paternalismo social. De hecho, el director retomó al personaje central de Campeón sin corona -el actor David Silva- y lo convirtió en trabajador asalariado y sindicalizado. El comportamiento de Gregorio como héroe al volante define al macho urbano: un macho atrabancado, algo salvaje aún, pero todo corazón, que debe integrarse al nuevo cuadro social de los trabajadores.
García Riera continúa: «el afán de esos trabajadores parece ser el de ganar más sirviendo mejor al público. Descubren que la cortesía puede otorgar más beneficios y no toleran que los impulsos del macho peleonero se antepongan al interés colectivo».
García Riera termina diciendo: «El cine popular de Galindo es muy vivaz, muy movido y en exceso ruidoso. Sin embargo, los alardes de juego limpio o el sano espíritu de competencia en la población laborante revelan en el fondo una inspiración norteamericana, y también una cierta aversión al melodrama "a la latina"».
Para Moisés Viñas el mundo del trabajo rara vez ha sido materia cinematográfica, sin embargo Alejandro Galindo hizo con él dos películas: ¡Esquina bajan! y Hay lugar para dos, «hoy paradigmas del cine laboral y urbano. Pero el intenso y constante interés por ambas cintas se debe a la vitalidad con que se abordaron, una confianza en la mejor convivencia y el bienestar mediante la dedicación y mejoramiento asiduos, que van regenerando las debilidades de su simpático protagonista, el chofer de bruscos modales aún ligados a la ruda vida campirana y que se resisten a la sofisticación urbana. Esa urbanidad, según Galindo, impone un dinamismo que es símbolo y parte del deseable progreso, y es un dinamismo en el que no se pierde la serenidad». «Es una visión en la que las múltiples actividades citadinas requieren la participación de todos y gana más satisfacción quien avanza tanto en la productividad individual como colectiva; para Galindo el individualismo sólo es valioso en función de la comunidad. Por ello ¡Esquina bajan! fue una cinta de vanguardia cuando se produjo, y hoy es indispensable para comprender el desarrollo de las urbes».

## Recepción
Alfonso de Icaza en El Redondel describe: «¡Vaya taquillazo! Cuando fuimos a conocer esta película, el viernes, largas "colas" de espectadores esperaban turno para adquirir boletos, en tanto en que ya la inmensa sala del Colonial estaba llena de bote en bote. Y es que ¡Esquina bajan! es una cinta eminentemente popular, muy propia para el público del cine en que fue estrenada».: 322 
José María Sánchez García relató en Novedades que para el estreno de ¡Esquina bajan!, los hermanos Rodríguez se decidieron por el Colonial, directamente enfocado al único público que, por un precio modesto, gozaría con el argumento y el ambiente en que se desarrolla la película.: 323 

## Premios
La película ganó un premio Ariel a la mejor edición.